# کامران پولادی
کامران پولادی (۱ خرداد ۱۳۵۰) سیاستمدار اهل ایران است. وی فرماندار سابق کلاردشتو نمایندهٔ دورهٔ دوازدهم مجلس شورای اسلامی از حوزهٔ انتخابیهٔ نوشهر و چالوس و کلاردشت در استان مازندران است که با کسب ۲۷۳۴۹ رایبه مجلس شورای اسلامی راه پیدا کرد.